# 牛轧糖

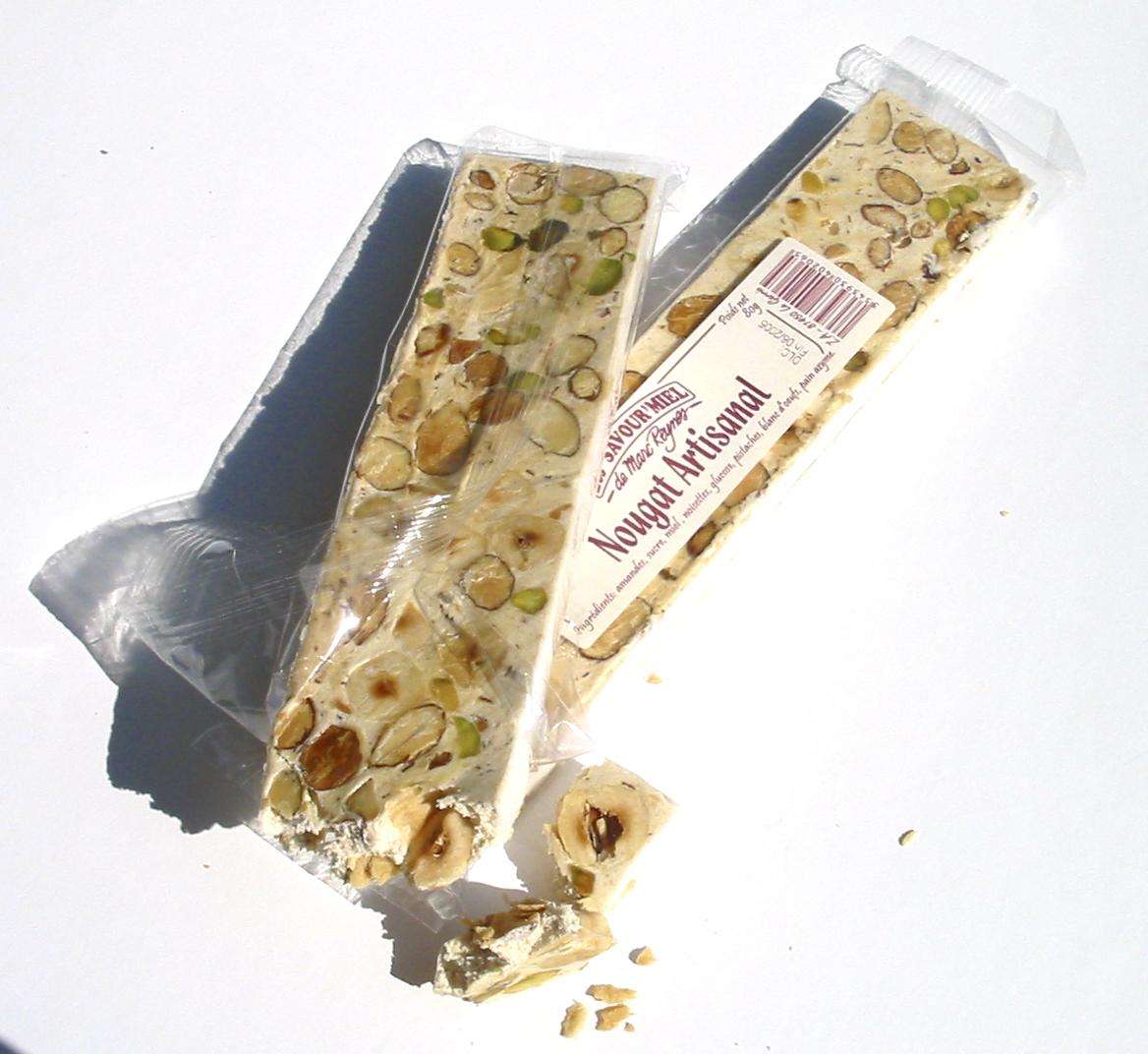
牛轧糖

牛軋糖（法語：Nougat）是在1441年由義大利的克雷莫納發明。在當地一個地方貴族的婚宴上，新人獲贈一種用蜂蜜、杏仁和蛋白製成的糖果，代表著平安、甜蜜與永恆。「牛軋」一名借自洋涇浜英語，因此又音譯作努加糖或其他類似的發音。

## 起源与传播
牛軋糖的早期食譜是在10世紀巴格達的一本中東書中發現的。原產於白衣大食首都哈蘭 。
約在1441年由意大利的克雷莫納發明的。在一個地方貴族的婚宴上，新人獲贈一種用蜂蜜、杏仁和蛋白製成的糖果。
牛軋糖傳到台灣後，開始加入奶粉當作主原料，並加上砂糖、奶油、蛋白（也有業者會使用由鮮奶提煉的乳清蛋白來取代的蛋白及蛋白粉）、堅果（如花生、杏仁、核桃、開心果或榛子）、果乾及花瓣（如蔓越莓、黃金柚、芒果、柳橙、龍眼、桂花等）等混合製成的糖果作為次原料，成為台灣式牛軋糖獨樹一格的特色。相較於台式牛軋糖，法式歐洲的牛軋糖則沒有任何牛奶或奶粉的成分，純粹只有在蛋白中加入糖或蜂蜜再撒上杏仁或堅果而製成。另外，有些廠商為了不讓做好的牛軋糖變形，會用可食用的米紙包裹着，但多少會影響口感，因此各式選擇因人而異。不過網路調查顯示牛軋糖是農曆新年期間最被喜愛的零嘴之一。

## 类型
原則上牛軋糖有三種基本類型。首先，也是最常見的，是白色的牛軋糖（在意大利稱為“mandorlato”，“果仁夾心糖”），是以蛋白和蜂蜜製成的，它最早可追溯到的時間是出現在15世紀初意大利的克雷莫納，而16世紀在西班牙的阿利坎特是第一個公佈出牛軋糖的食譜 ，然後在18世紀的法國，蒙特利馬爾出現了第二種類型是棕色牛軋糖（法語是巧克力牛軋糖），其不須經蛋清製成，並具有更牢固，更鬆脆地質地。第三種類型是維也納或德國的牛軋糖，基本上是用巧克力和果仁（通常是榛子）調和的果仁糖。

## 用于命名
Google的Android N系统最终确认以牛轧糖（nougat）命名。